# Есенин, Константин Сергеевич
Константи́н Серге́евич Есе́нин (3 февраля 1920, Москва — 26 апреля 1986, там же) — советский спортивный журналист и статистик, специалист по футболу. По основной профессии инженер-строитель. Фронтовик, кавалер трёх орденов Красной Звезды.

## Биография
Сын поэта Сергея Есенина и актрисы Зинаиды Райх. Родился 3 февраля 1920 года в Москве. Родная сестра, Татьяна Сергеевна Есенина (1918—1992), журналист и литературовед, после военной эвакуации полвека жила и работала в Ташкенте, где и похоронена.
Константин в детстве почти не видел отца — родители развелись, когда ему был год. Он воспитывался в семье Зинаиды Райх и Всеволода Мейерхольда — тот принял его и Татьяну как родных детей.
Окончил московскую школу № 86 на Красной Пресне. Уже после Великой Отечественной войны получил диплом Московского инженерно-строительного института.
Константин Есенин приложил значительные усилия для сохранения архивов Сергея Есенина и Всеволода Мейерхольда. После гибели Райх и Мейерхольда и выселения детей поэта из квартиры в Брюсовом переулке, он с сестрой Татьяной спрятал бумаги на даче в Балашихе, а после войны передал государству. Перу Константина Есенина принадлежат опубликованные воспоминания об отце.

### Война
В ноябре 1941 года студентом четвёртого курса добровольцем ушёл на фронт. В 1942 году в составе 92-й Ленинградской стрелковой дивизии защищал блокадный Ленинград. После прорыва блокады Есенина в 1944 году направили на Карельский перешеек. Летом 1944 года, после гибели командира первой роты штурмового батальона и его замполита Есенин в звании младшего лейтенанта, принял командование ротой.
В ожесточённых боях получил тяжёлое ранение лёгких разрывной пулей. Всего на фронте был ранен трижды. Два ордена Красной Звезды получил во время войны, третий орден Красной Звезды был вручен уже в 1970-х годах. В 1985 году награждён орденом Отечественной войны I степени. Награждён медалью «За оборону Ленинграда». Старший лейтенант.

### Строитель
После войны завершил образование в МИСИ. Работал на московских стройках прорабом, начальником строительного участка.
В 1950—60-х годах участвовал в возведении крупнейшего в СССР спортивного комплекса в Лужниках — Центрального стадиона им. В. И. Ленина. Строил жилые дома, школы и кинотеатры.
Работал в организациях Главмосстроя, занимал должности референта в Кабинете Министров СССР по строительным вопросам, главного специалиста Госстроя РСФСР.

### Футбол
Футболом Константин Есенин увлёкся перед войной. В 1936 году играл в финале юношеского первенства Москвы и был отмечен за отличные спортивные успехи. После войны играл в футбол на соревнованиях сборных команд производственных коллективов.
Наблюдая за матчами на первенство СССР, начал вести футбольную статистику, в которой вскоре стал признанным специалистом. Первые футбольные проспекты, программки и справочники ещё в 1930-х годах Константину привозили из-за границы В. Мейерхольд и З. Райх.
С 1955 года сотрудничал в газетах «Советский спорт», «Московский комсомолец», «Футбол», журналах «Спортивные игры», «Физкультура и спорт». Знаток и популяризатор футбола и футбольной статистики.

Константин Сергеевич Есенин — высший у нас авторитет по части футбольной «цифири», как он сам величает своё увлечение, заведующий всеми «гроссбухами» (тоже его выражение)… Есенин остаётся самым известным, почитаемым и читаемым футбольным историографом. «Цифирь» свою он не просто расставляет столбиками и подсчитывает, как скупой рыцарь. Он весело колдует с ней, извлекая невиданные пассажи. Эти его находки добавляют футболу какие-то лишние искорки, удивляют, потешают, а иногда и велят задуматься.
— Лев Филатов «Ожидание футбола» — Страница 32
Константин Есенин — инициатор создания в 1967 году символического «Клуба Григория Федотова» в еженедельнике «Футбол». В 1963 году по инициативе Есенина редакция газеты «Московский комсомолец» учредила приз «За самый красивый гол сезона, забитый на московских стадионах».
Много лет был заместителем председателя комиссии пропаганды Федерации футбола СССР.

Семейное захоронение Райх-Есениных на Ваганьковском кладбище

Скончался 26 апреля 1986 года в Москве. Похоронен на 17-м участке Ваганьковского кладбища в Москве в одной могиле с матерью, недалеко от могилы отца.

## Достижения
Первым составил списки:
- Всех матчей сборной СССР (официальных и неофициальных).
- Лучших бомбардиров, на основании которого был создан Клуб бомбардиров имени Григория Федотова.
- Игроков, проведших наибольшее количество матчей в чемпионатах СССР.
- Тренеров клубов СССР.

Поддержал инициативу статистика из Кривого Рога Николая Жигулина в создании Клуба Льва Яшина (первое упоминание в еженедельнике «Футбол-Хоккей» в № 27 за 1980 г.) и составлении списка вратарей, отстоявших на ноль свои матчи в чемпионатах СССР.

## Личная жизнь
Женился три раза. В первый брак вступил, вернувшись с фронта; родилась дочь — Есенина Марина Константиновна (род. 1947).
В 1951 году женился на выпускнице Московского пединститута Сицилии Марковне Минской (1921— 2008). У неё был сын от погибшего фронтовика. Она работала в Академии внешней торговли, преподавала русский язык для иностранцев. В 1965 году отношения прекратились, а в 1980 году супруги официально развелись. Детей от второго брака не было.
Последняя супруга Алина Ивановна Давыдова (1935 — 8 апреля 2019) — даритель и друг Московского государственного музея Сергея Есенина. В первом браке — за И. И. Арделиано.

## Книги
- Футбол : Рекорды, парадоксы, трагедии, сенсации / [Дружеские шаржи футболистов И. Соколова]. — М.: Мол. гвардия, 1968. — 208 с.: ил.
- Футбол : Рекорды, парадоксы, трагедии, сенсации / Есенин Константин Сергеевич. — М.: Мол. гвардия, 1970. — 208 с.: ил.
- Московский футбол / Есенин Константин Сергеевич. — М.: Моск. рабочий, 1974. — 264 с.: ил.
- Спартак Москва / Под ред. Л. Филатова. Друж. шаржи И. Соколова. — М.: ФиС, 1974. — 152 с.: ил.
- Футбол : Сборная СССР / Есенин К. С. — М.: ФиС, 1983. — 208 с.: ил.

Константин Есенин сам писал стихи, но практически никому их не показывал. «С моей фамилией, видите ли, нельзя писать стихи», — объяснял он.